# YUBA liga 1979-1980
La YUBA liga 1979-1980 è stata la 36ª edizione del massimo campionato jugoslavo di pallacanestro maschile. La vittoria finale è stata ad appannaggio del Bosna Sarajevo.

## Regular season
|     | Squadra                | G  | V  | P  | PF    | PS    | Pt. | Qualificazione |
| --- | ---------------------- | -- | -- | -- | ----- | ----- | --- | -------------- |
| 1.  | Bosna Sarajevo         | 22 | 17 | 5  | 2.020 | 1.904 | 34  |                |
| 2.  | Jugoplastika Spalato   | 22 | 15 | 7  | 2.001 | 1.846 | 30  |                |
| 3.  | Cibona Zagabria        | 22 | 13 | 9  | 1.973 | 1.901 | 26  |                |
| 4.  | Partizan Belgrado      | 22 | 12 | 10 | 1.984 | 1.949 | 24  |                |
| 5.  | Stella Rossa Belgrado  | 22 | 11 | 11 | 1.929 | 1.933 | 22  |                |
| 6.  | Zadar                  | 22 | 10 | 12 | 2.041 | 2.048 | 22  |                |
| 7.  | Iskra Olimpija Lubiana | 22 | 10 | 12 | 1.955 | 2.028 | 20  |                |
| 8.  | Šibenka                | 22 | 9  | 13 | 1.980 | 1.949 | 18  |                |
| 9.  | Rabotnički Skopje      | 22 | 9  | 13 | 1.919 | 2.061 | 18  |                |
| 10. | Radnički Belgrado      | 22 | 9  | 13 | 1.881 | 1.983 | 18  |                |
| 11. | Beko Belgrado          | 22 | 8  | 14 | 1.892 | 1.930 | 16  | retrocesse     |
| 12. | Borac Čačak            | 22 | 8  | 14 | 1.992 | 2.035 | 16  | retrocesse     |

| YUBA liga 1979-1980      |
| ------------------------ |
| Bosna Sarajevo 2º titolo |

## Formazione vincitrice
| N° | Naz.                  | Ruolo | Sportivo            |  | Alt. |  |
| -- | --------------------- | ----- | ------------------- |  | ---- |  |
|    | Jugoslavia (bandiera) | AP    | Borislav Vučević    |  | 201  |  |
|    | Jugoslavia (bandiera) | AP    | Emir Mutapčić       |  | 197  |  |
|    | Jugoslavia (bandiera) | A     | Ante Đogić          |  | 201  |  |
|    | Jugoslavia (bandiera) | C     | Predrag Benaček     |  |      |  |
|    | Jugoslavia (bandiera) |       | Boško Bosiočić      |  |      |  |
|    | Jugoslavia (bandiera) |       | Nihad Izić          |  |      |  |
|    | Jugoslavia (bandiera) | C     | Ratko Radovanović   |  | 208  |  |
|    | Jugoslavia (bandiera) |       | Dragan Zrno         |  |      |  |
|    | Jugoslavia (bandiera) | A     | Žarko Varajić       |  | 202  |  |
|    | Jugoslavia (bandiera) | G     | Mirza Delibašić     |  | 197  |  |
|    | Jugoslavia (bandiera) | C     | Sabahudin Bilalović |  | 208  |  |
|    | Jugoslavia (bandiera) | P     | Sabit Hadžić        |  | 188  |  |
|    | Jugoslavia (bandiera) |       | Miroljub Mitrović   |  |      |  |
|    | Jugoslavia (bandiera) | All.  | Bogdan Tanjević     |  |      |  |